# Прьевидза (район)
Район Прьевидза (словац. Okres Prievidza) — район Тренчинского края Словакии. Район в его нынешних границах был учреждён 24 июля 1996 г. Этот край богат полезными ископаемыми: бурым углем и лигнитом.

## Население
| Год:        | 1994    | 2004    | 2014    | 2024    |
| ----------- | ------- | ------- | ------- | ------- |
| Broj ljudi: | 141 005 | 139 502 | 136 554 | 127 650 |
| Разница:    |         | −1,06 % | −2,11 % | −6,52 % |

### Статистические данные (2001)
Национальный состав:
- Словаки — 97,2 %
- Чехи — 0,7 %

Конфессиональный состав:
- Католики — 70,9 %
- Лютеране — 1,6 %